# Condado de Warren (Illinois)
El condado de Warren es un condado estadounidense, situado en el estado de Illinois. Según el censo de los Estados Unidos del 2000, la población es de 18 735 habitantes. La cabecera del condado es Monmouth.

## Geografía
Según la Oficina del Censo de los Estados Unidos, el condado tiene un área total de 1461 km² (564 millas²). De éstas 1404 km² (542 mi²) son de tierra y 3 km² (1 mi²) son de agua.

### Colindancias
- Condado de Mercer - norte
- Condado de Knox  - este
- Condado de Fulton - sureste
- Condado de McDonough - sur
- Condado de Henderson - oeste

## Historia
El Condado de Warren se separó del Condado de Pike en 1825. Su nombre es en honor de Joseph Warren, muerto en la Batalla de Bunker Hill de 1775. 

## Demografía
Según el censo del año 2000, hay 18 735 personas, 7166 cabezas de familia, y 4966 familias que residen en el condado. La densidad de población es de 6 hab/km² (14 hab/mi²). La composición racial tiene:
- 92.89% Blancos (No Hispanos)
- 2.71% Hispanos (Todos los tipos)
- 1.59% Negros o Negros Americanos (No Hispanos)
- 1.10% Otras razas (No Hispanos)
- 0.34% Asiáticos (No Hispanos)
- 1.10% Mestizos (No Hispanos)
- 0.18% Nativos Americanos (No Hispanos)
- 0.10% Isleños (No Hispanos)

Hay 7166 cabezas de familia, de los cuales el 29.80% tienen menores de 18 años viviendo con ellos, el 56.50% son parejas casadas viviendo juntas, el 8.80% son mujeres que forman una familia monoparental (sin cónyuge), y 30.70% no son familias. El tamaño promedio de una familia es de 2.94 miembros.
En el condado el 23.20% de la población tiene menos de 18 años, el 12.40% tiene de 18 a 24 años, el 24.50% tiene de 25 a 44, el 23.60% de 45 a 64, y el 16.30% son mayores de 65 años. La edad media es de 38 años. Por cada 100 mujeres hay 93.80 hombres. Por cada 100 mujeres mayores de 18 años hay 91.10 hombres.
Tabla de la evolución demográfica:
|       | 1900   | 1910   | 1920   | 1930   | 1940   | 1950   | 1960   | 1970   | 1980   | 1990   | 2000   |
| ----- | ------ | ------ | ------ | ------ | ------ | ------ | ------ | ------ | ------ | ------ | ------ |
| TOTAL | 23 163 | 23 313 | 21 488 | 21 745 | 21 286 | 21 981 | 21 587 | 21 595 | 21 943 | 19 181 | 18 735 |

## Economía
Los ingresos medios de un cabeza de familia el condado es de $36 224 y el ingreso medio familiar es $42 437. Los hombres tienen unos ingresos medios de $30 365 frente a $20 453 de las mujeres. El ingreso per cápita del condado es de $16 946. El 9.20% de la población y el 6.80% de las familias están debajo de la línea de pobreza. Del total de gente en esta situación, 11.50% tienen menos de 18 y el 7% tienen 65 años o más.

## Ciudades y pueblos
| - Kirkwood - Little York - Monmouth - Roseville - Cameron | - Eleanor - Gerlaw - Larchland - Ormonde - Smithshire | - Swan Creek - Youngstown |

## Sitios de interés
| - Parque Garwood - Parque Monmouth - Parque Warfield - Parque Oeste - Cementerio Patterson | - Cementerio Salem - Iglesia Bautista - Iglesia de la Inmaculada Concepción - Iglesia de la Trinidad - Iglesia de San Jaime | - Librería Hewes - Centro comunitario Jamieson - La alcaldía del condado - Lago Citizens - Lago Glass | - Lago Warren - Lago Paul - Lago Roney - Lago Youngquist - Lago Youngs |